# Révolte des Cascaveous
La révolte des Cascaveous (ou Cascavèu) est une révolte populaire survenue à Aix-en-Provence en 1630 sous le règne de Louis XIII, roi de France, en raison des craintes d'inflation que provoque un édit du cardinal de Richelieu.

## Contexte de la révolte

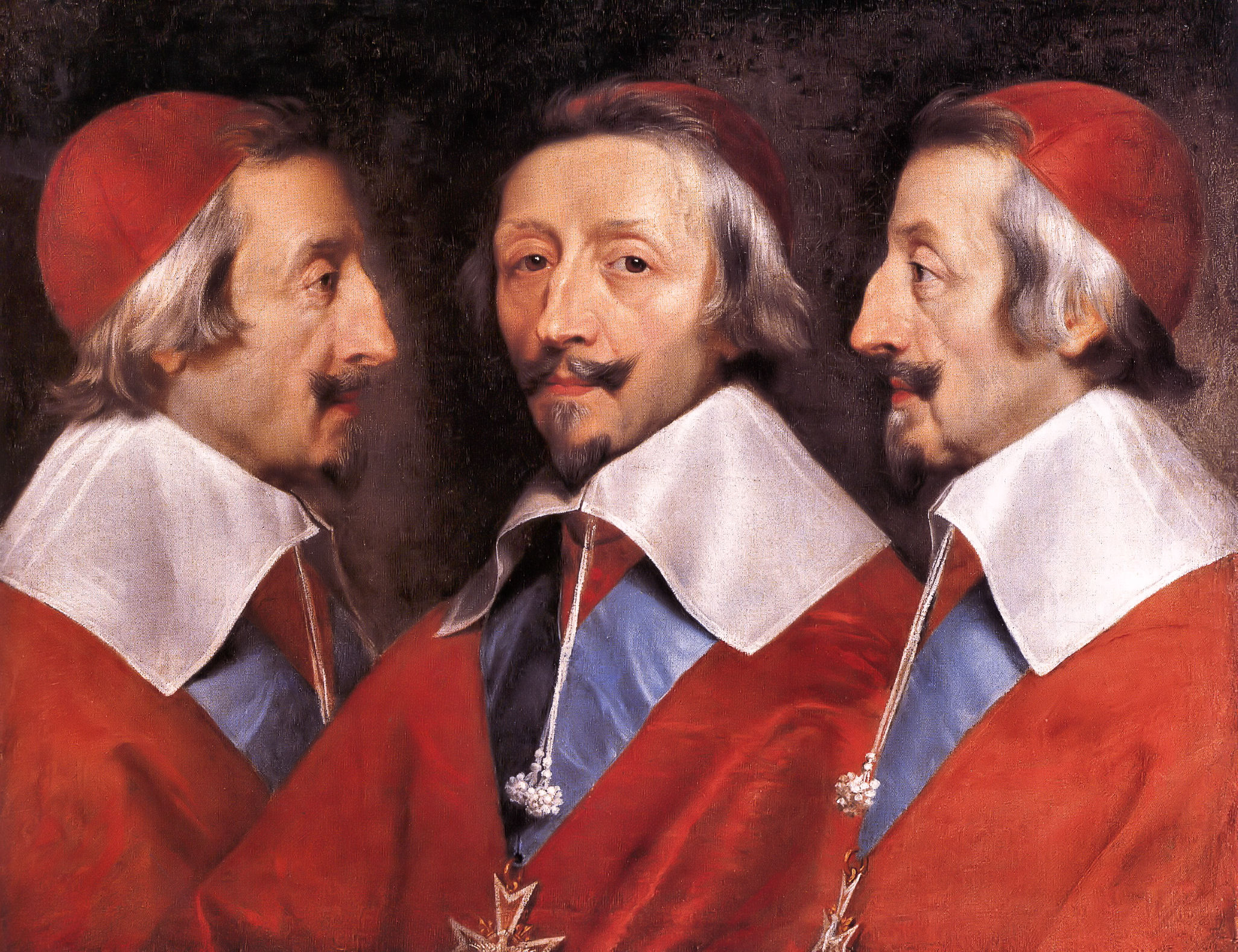
Portraits de Richelieu.

En 1630, Aix est dévastée par un violent épisode de peste. C'est dans ce contexte que le cardinal de Richelieu promulgue l'édit des Élus. Jusqu'à cette date, la collecte et la répartition des impôts étaient à la charge des États de Provence. L'édit de Richelieu, un modèle en matière de centralisation, prévoyait de transférer ce pouvoir à des délégués royaux.
La mesure entraîna un vif mécontentement au sein du Parlement et notamment parmi la noblesse qui se voyait dépossèdée  d'une partie de ses prérogatives. Celle-ci pousse la population aixoise à la révolte. Mais devant le risque d'être débordée, la noblesse fait volte-face et se rallie au pouvoir royal.
Le Parlement d'Aix refusa d'enregistrer l'édit de Richelieu, car celui-ci risquait de provoquer une forte inflation.

## La révolte prend forme
L'édit déclencha une vague de violences dans la ville d'Aix. Les adversaires de Richelieu, avec Paul de Joannis (un avocat au Parlement) à leur tête, s'attachèrent un grelot (cascavèu signifie « grelot » en provençal) pour se distinguer. Pensant mater rapidement la révolte, Richelieu ordonna le transfert de la Cour des Comptes d'Aix à Toulon et chargea son intendant Dreux d'Aubray de faire appliquer la mesure dans la ville d'Aix. Mais ses carrosses furent incendiés et, poursuivi par la foule, d'Aubray ne dut son salut qu'à la fuite par les toits.
Les Cascaveous brûlèrent quantité de maisons et répandirent le désordre jusqu'à La Barben, où le château et la forêt furent incendiés (4 novembre 1630). Dans l'urgence, le Parlement fut transféré à Brignoles.

## Fin de la révolte

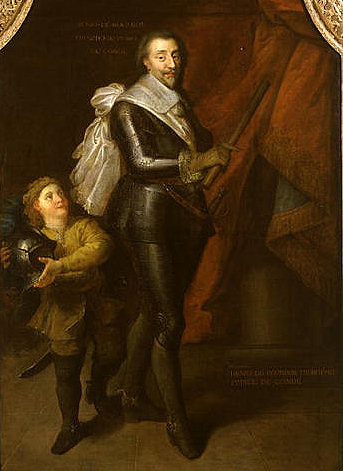
Henri II de Bourbon-Condé.

Henri II de Bourbon-Condé, père du Grand Condé, rentra dans Aix à la tête d'une armée de 6 000 hommes et mit fin à la révolte.
Cette insurrection permit au moins aux États de Provence de conserver la collecte et la répartition des impôts. En contrepartie, ils furent condamnés à une amende monstrueuse d'un million et demi de livres qui incluaient la réparation des dégâts causés par les Cascavéous.  

## Œuvre théâtrale
La Révolte des Cascavèus (Lei Cascaveus) a fait l’objet d’une pièce de théâtre écrite par Robert Lafont.
Elle reprend l’épisode historique de cette révolte d’autant moins connue qu’elle est ignorée des livres de l'histoire officielle. 
"La Révolte des Cascavèus" a été créée sur un texte écrit par Robert LAFONT par le Centre dramatique occitan de Provence.
Le Centre Dramatique occitan de Provence a porté cette pièce sur les planches dans l'été 1977. Présentée plus de cent fois, elle a été produite et diffusée par FR3 national en 1983.
Lei Cascaveus - Pièce de Robert Lafont, Centre Dramatique Occitan (espaci-occitan.com)